# Wendy Suzuki

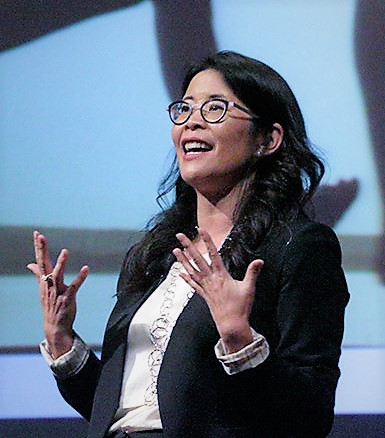
Wendy Suzuki, 2016

Wendy A. Suzuki ist eine US-amerikanische Neurowissenschaftlerin. Sie ist Professorin an der New York University.
Suzuki studierte an der University of California, Berkeley und schloss dort 1987 mit einem Bachelor Degree ab. 1993 wurde sie bei David Amaral, Stuart Zola und Larry Squire an der University of California, San Diego promoviert.
Postdoktoranden-Forschung betrieb sie am National Institute of Mental Health von 1993 bis 1998 unter Robert Desimone. Seit 1998 forscht und lehrt sie an der New York University.
Zu ihren Forschungsgebieten gehört das Gedächtnis und Neuroplastizität.

## Schriften (Auswahl)

### Bücher
- Healthy Brain, Happy Life: A Personal Program to Activate Your Brain and Do Everything Better (2015)
  - dt. Übers.: Fittes Gehirn, erfülltes Leben. München: Goldmann Verlag, 2015.
- Good Anxiety: Harnessing the Power of the Most Misunderstood Emotion (2021)

### Aufsätze
- Zola-Morgan, S., Squire, L. R., Amaral, D. G., & Suzuki, W. A. (1989): Lesions of perirhinal and parahippocampal cortex that spare the amygdala and hippocampal formation produce severe memory impairment. Journal of Neuroscience, 9(12), 4355-4370.
- Mishkin, M., Suzuki, W. A., Gadian, D. G., & Vargha–Khadem, F. (1997): Hierarchical organization of cognitive memory. Philosophical Transactions of the Royal Society of London. Series B: Biological Sciences, 352(1360), 1461-1467.
- Wirth, S., Yanike, M., Frank, L. M., Smith, A. C., Brown, E. N., & Suzuki, W. A. (2003): Single neurons in the monkey hippocampus and learning of new associations. Science, 300(5625), 1578-1581.
- Suzuki WA, Brown EN: Behavioral and neurophysiological analyses of dynamic learning processes. Behav Cogn Neurosci Rev. 2005 Jun;4(2):67-95. doi:10.1177/1534582305280030.
- Suzuki, Wendy A: Integrating associative learning signals across the brain. Hippocampus 17.9 (2007): 842-850.
- Basso, Julia C., and Wendy A. Suzuki: The effects of acute exercise on mood, cognition, neurophysiology, and neurochemical pathways: a review. Brain plasticity 2.2 (2016): 127-152.

## Auszeichnungen
- 2004: Troland Research Award